# Pietro Corsini (generale)
Pietro Corsini (Roma, 21 marzo 1917 – Roma, 28 gennaio 1991) è stato un generale italiano, ex comandante generale dell'Arma dei Carabinieri.